# Беат Шверцманн
Беат Шверцманн (28 квітня 1966) — швейцарський академічний веслувальник.
Срібний призер Олімпійських Ігор 1988 року в складі парної двійки, учасник 1992 року.
Срібний призер Чемпіонату світу 1990 року в складі парної четвірки.